# Сальников, Александр Лаврентьевич
Александр Лаврентьевич Сальников (1926—1981) — советский работник сельского хозяйства, бригадир колхоза, Герой Социалистического Труда.

## Биография
Родился 11 ноября 1926 года в поселке Михайловка Актанышского района Татарской АССР. Уже в годы Великой Отечественной войны, окончив в 1942 году семилетнюю школу Александр работал на полях колхоза «Чишма». Год спустя был призван в Красную армию — воевал в мотоциклетных частях. После освобождения Киева остался служить в Бресте. За боевые заслуги был награждён орденами и медалями, а в июне 1945 года участвовал в параде Победы в Москве.
После демобилизации Александр Лаврентьевич вернулся на родину, работал налоговым агентом райфинотдела, секретарем сельсовета, а вскоре стал заместителем председателя колхоза «Чишма». По собственному желанию стал бригадиром, возглавив отстающую бригаду колхоза. В то время, когда он возглавил коллектив, урожайность зерновых составляла всего 8-9 центнеров с гектара. Проявиви свои организаторские способности и применяя современную агротехнику, урожайность зерновых в колхозе в IX пятилетке в среднем составила 16,1 центнера зерна. А в первом году X пятилетки с каждого гектара собрали уже по 22,3 центнера. За такие успехи в 1966 году Александр Лаврентьевич Сальников был удостоен звания Героя Социалистического Труда.
Умер в 1981 году.

## Награды
- Указом Президиума Верховного Совета СССР в 1966 году Александру Лаврентьевичу Сальникову было присвоено звание Героя Социалистического Труда с вручением ордена Ленина и золотой медали «Серп и Молот» (за успехи, достигнутые в увеличении производства и заготовок зерна и высокопроизводительном использовании техники).
- Также был награждён многими медалями.